# Stenalcidia sanguistellata
Stenalcidia sanguistellata là một loài bướm đêm trong họ Geometridae.